# Meteorologiåret 1888

## Händelser

### Januari
- 12-13 januari - Minnesota, USA drabbas av en svår snöstorm [1].

### Mars
- 4 mars – I Karasjok, Norge noteras norskt köldrekord för månaden med - 45,1 °C [2].
- 6 mars - I Søndersted och Holbæk, Danmark uppmäts temperaturen -27,0, vilket blir Danmarks lägst uppmätta temperatur för månaden [3].

### Juni
- 4 juni - Snöfall med kvarliggande snö i Tiveden-Tylöskog, Sverige ligger snötäckt på morgonen [4].
- 6 juni
  - En tornado härjar mellan Montréal och Cornwall i Ontario, Kanada. 3 personer dödas och 500 bondgårdar förstörs [5].
  - Marken i Mariedamm, Sverige ligger snötäckt på morgonen [6].

### Juli
- Juli – I Nicosia, Cypern, uppmäts temperaturen + 46°C , vilket blir Cyperns dittills högst uppmätta temperatur någonsin, även om giltigheten är omdiskuterad [7].
- 22 juli – I Funäsdalen, Härjedalen uppmäts temperaturen - 5,0 °C vilket då är Sveriges lägst uppmätta temperatur för månaden [8].

### Augusti
- 16 augusti - 9 personer dödas och 14 skadas då en tromb drar fram över Saint-Zotique-Valleyfield i Québec, Kanada [5].

### Okänt datum
- En stormsignalmast uppförs på St. Hanshaugens tårn i Christiania, Norge [9].
- I Sverige inleds temperaturmätningar vid Kvikkjokk-Årrenjarka [10].
- Sverige upplever en extremt kylig vår, precis som 1867, med missväxt som följd [11].

## Födda
- 28 februari – Anders Ångström, svensk meteorolog.
- 12 september – Hilding Köhler, svensk professor i meteorologi.
- 15 november – Harald Ulrik Sverdrup, norsk meteorolog, oceanograf och polarforskare.

## Avlidna
- 12 juli – Jean-Charles Houzeau, belgisk astronom och meteorolog.

### Fotnoter
1. ↑  Famous Minnesota Winter Storms (Listed Chronologically) Arkiverad 7 januari 2009 hämtat från the Wayback Machine.
2. ↑  Vejrekstremer i Danmark Arkiverad 19 januari 2013 hämtat från the Wayback Machine. DMI
3. ↑  SMHI
4. 1 2  ”Dan, Dan the Weatherman's Canadian Weather Trivia Page”. Arkiverad från originalet den 9 september 2013. https://web.archive.org/web/20130909001246/http://www.dandantheweatherman.com/cantriv.html. Läst 7 mars 2011.
5. ↑  SMHI Arkiverad 27 november 2012 hämtat från the Wayback Machine.
6. ↑  Masters, Jeff (7 augusti 2010). ”National heat records set in 2010”. Weather Underground. Arkiverad från originalet den 20 augusti 2010. https://web.archive.org/web/20100820002618/http://www.wunderground.com/blog/JeffMasters/comment.html?entrynum=1569. Läst 4 februari 2011.
7. ↑  SMHI Arkiverad 9 september 2010 hämtat från the Wayback Machine.
8. ↑  MET
9. ↑  SMHI Arkiverad 27 mars 2011 hämtat från the Wayback Machine.
10. ↑  SMHI